# 马歇尔·韦恩
马歇尔·韦恩（英語：Marshall Wayne，1912年5月25日—1999年6月16日），美国男子跳水运动员。他曾代表美国参加1936年夏季奥林匹克运动会跳水比赛，获得男子跳台金牌和男子跳板银牌。